# IAAF Label Road Races 2008

Logo

Die IAAF Label Road Races 2008 waren Laufveranstaltungen, die von der IAAF für 2008 das Etikett Gold oder Silber erhielten.

## Gold
| auch Teil des World Marathon Majors |

| Datum  | Veranstaltung                             | Distanz    | Sieger                    | Siegerin             |
| ------ | ----------------------------------------- | ---------- | ------------------------- | -------------------- |
| 05.01. | Xiamen-Marathon Xiamen                    | 42,195 km  | Kiprotich Kenei           | Zhang Yingying       |
| 24.02. | World’s Best 10K San Juan                 | 10 km      | Deriba Merga              | Lornah Kiplagat      |
| 16.03. | Lissabon-Halbmarathon Lissabon            | 21,0975 km | Haile Gebrselassie        | Salina Jebet Kosgei  |
| 06.04. | Paris-Marathon Paris                      | 42,195 km  | Tsegay Kebede             | Martha Komu          |
| 13.04. | London-Marathon 2008 London               | 42,195 km  | Martin Kiptoo Lel         | Irina Mikitenko      |
| 21.04. | Boston-Marathon 2008 Boston               | 42,195 km  | Robert Kipkoech Cheruiyot | Dire Tune            |
| 28.09. | Berlin-Marathon 2008 Berlin               | 42,195 km  | Haile Gebrselassie        | Irina Mikitenko      |
| 28.09. | Portugal-Halbmarathon Lissabon            | 21,0975 km | Silas Kipngetich Sang     | Rita Jeptoo Sitienei |
| 12.10. | Chicago-Marathon 2008 Chicago             | 42,195 km  | Evans Kiprop Cheruiyot    | Lidija Grigorjewa    |
| 19.10. | Peking-Marathon Peking                    | 42,195 km  | Benjamin Kolum Kiptoo     | Bai Xue              |
| 02.11. | New-York-City-Marathon 2008 New York City | 42,195 km  | Marílson dos Santos       | Paula Radcliffe      |
| 09.11. | Delhi-Halbmarathon Neu-Delhi              | 21,0975 km | Deriba Merga              | Aselefech Mergia     |

## Silber
| Datum  | Veranstaltung                              | Distanz    | Sieger                               | Siegerin                             |
| ------ | ------------------------------------------ | ---------- | ------------------------------------ | ------------------------------------ |
| 20.01. | Mumbai-Marathon Mumbai                     | 42,195 km  | John Ekiru Kelai                     | Mulu Seboka                          |
| 27.01. | Osaka Women’s Marathon Osaka               | 42,195 km  | –                                    | Mara Yamauchi                        |
| 03.02. | Ōme-Marathon Ōme                           | 30 km      | abgesagt wegen schweren Schneefällen | abgesagt wegen schweren Schneefällen |
| 03.02. | Kagawa-Marugame-Halbmarathon Marugame      | 21,0975 km | Harun Njoroge Mbugua                 | Philes Moora Ongori                  |
| 17.02. | Tokio-Marathon Tokio                       | 42,195 km  | Viktor Röthlin                       | Claudia Dreher                       |
| 02.03. | Biwa-See-Marathon Ōtsu                     | 42,195 km  | Mubarak Hassan Shami                 | –                                    |
| 09.03. | Nagoya-Marathon Nagoya                     | 42,195 km  | –                                    | Yurika Nakamura                      |
| 15.03. | CPC Loop Den Haag Den Haag                 | 21,0975 km | Patrick Makau Musyoki                | Pauline Wangui Ngigi                 |
| 16.03. | Rom-Marathon Rom                           | 42,195 km  | Jonathan Kiptoo Yego                 | Galina Bogomolowa                    |
| 16.03. | Seoul International Marathon Seoul         | 42,195 km  | Sammy Korir                          | Zhang Shujing                        |
| 29.03. | Prag-Halbmarathon Prag                     | 21,0975 km | Elijah Muturi Karanja                | Asha Gigi                            |
| 13.04. | Turin-Marathon Turin                       | 42,195 km  | Stephen Kipkoech Kibiwott            | Vincenza Sicari                      |
| 13.04. | Rotterdam-Marathon Rotterdam               | 42,195 km  | William Kipsang                      | Ljubow Morgunowa                     |
| 20.04. | Nagano-Marathon Nagano                     | 42,195 km  | Nephat Ngotho Kinyanjui              | Alewtina Iwanowa                     |
| 27.04. | Hamburg-Marathon Hamburg                   | 42,195 km  | David Mandago Kipkorir               | Irina Timofejewa                     |
| 27.04. | Madrid-Marathon Madrid                     | 42,195 km  | José Manuel Martínez                 | Nguriatukei Rael Kiyara              |
| 11.05. | Prag-Marathon Prag                         | 42,195 km  | Kenneth Mburu Mungara                | Nailja Julamanowa                    |
| 18.05. | Course Féminine de Casablanca Casablanca   | 10 km      | –                                    | Firehiwot Dado                       |
| 24.05. | Ottawa 10K Ottawa                          | 10 km      | Julius Kiptoo                        | Emebet Bacha                         |
| 25.05. | Ottawa-Marathon Ottawa                     | 42,195 km  | David Emmanuel Cheruiyot             | Asmae Leghzaoui                      |
| 31.05. | Freihofer’s Run for Women Albany           | 5 km       | –                                    | Benita Johnson                       |
| 31.08. | Hokkaidō-Marathon Hokkaidō                 | 42,195 km  | Masaru Takamizawa                    | Yukari Sahaku                        |
| 07.09. | Tilburg Ladies Run 10 K Tilburg            | 10 km      | –                                    | Mestawet Tufa                        |
| 07.09. | Tilburg Ten Miles Tilburg                  | 10 Meilen  | Abiyote Guta                         | –                                    |
| 14.09. | Rotterdam-Halbmarathon Rotterdam           | 21,0975 km | Patrick Makau Musyoki                | Lydia Cheromei                       |
| 28.10. | Toronto Waterfront Marathon Toronto        | 42,195 km  | Kenneth Mburu Mungara                | Mulu Seboka                          |
| 05.10. | Köln-Marathon Köln                         | 42,195 km  | Sammy Kiptoo Kurgat                  | Robe Guta                            |
| 05.10. | Brüssel-Marathon Brüssel                   | 42,195 km  | Rik Ceulemans                        | Anne Zijderveld                      |
| 19.10. | Amsterdam-Marathon Amsterdam               | 42,195 km  | Paul Kiprop Kirui                    | Lydia Cheromei                       |
| 26.10. | Marseille – Cassis Marseille               | 20,308 km  | Wilson Kwambai Chebet                | Iness Chepkesis Chenonge             |
| 26.10. | Frankfurt-Marathon Frankfurt am Main       | 42,195 km  | Robert Kiprono Cheruiyot             | Sabrina Mockenhaupt                  |
| 02.11. | JoongAng Seoul Marathon Seoul              | 42,195 km  | Solomon Molla                        | Lee Sun-young                        |
| 09.11. | Athen-Marathon Athen                       | 42,195 km  | Paul Nicholas Lekuraa                | Mai Tagami                           |
| 09.11. | Athen 10KM Athen                           | 10 km      | Olivier Windwehr                     | Rkia Elmoukim                        |
| 16.11. | Tokyo International Women’s Marathon Tokio | 42,195 km  | –                                    | Yoshimi Ozaki                        |
| 16.11. | Zevenheuvelenloop Nijmegen                 | 42,195 km  | Ayele Abshero                        | Mestawet Tufa                        |
| 07.12. | Fukuoka-Marathon Fukuoka                   | 42,195 km  | Tsegay Kebede                        | –                                    |